# 艾伦·坎贝尔
艾伦·坎贝尔（英語：Alan Campbell，1983年5月9日—），英国男子赛艇运动员。他曾代表英国参加2004年、2008年、2012年和2016年夏季奥林匹克运动会赛艇比赛，其中2012年奥运会获得一枚铜牌。